# Хаас, Вольф
Вольф Хаас (нем. Wolf Haas; род. 14 декабря 1960[…], Мариа-Альм, Зальцбург) — австрийский писатель.

## Биография
Вольф Хаас родился 14 декабря 1960 года в Мариа-Альм. С 1970 по 1979 учился в католической гимназии. После её окончания Хаас изучал в Зальцбургском университете психологию, германистику и лингвистику. С 1988 по 1990 работал преподавателем в университете Суонси.
Первый роман «Auferstehung der Toten» был написан в 1996 году.

## Награды
- 2006 — Премия Вильгельма Раабе